# Santuari de la Mare de Déu de la Salut (Sabadell)
El Santuari de la Mare de Déu de la Salut, coneguda popularment com la Salut, és una església d'estil eclèctic situada a la Salut, una entitat de població de Sabadell, al Vallès Occidental. Es troba a 226 m d'altitud a la serra de Sant Iscle, situada al nord-est del nucli de població de Sabadell (Districte 7, limitat amb el barri del Poblenou).
Des del punt de vista d'administració eclesiàstica, depèn de l'església arxiprestal de Sant Fèlix, la qual al seu torn, forma part de l'arxiprestat de Sabadell Centre, i aquest, en últim terme, depèn del bisbat de Terrassa.
Al costat del santuari es troba la casa del capellà i l'antiga hostatgeria de la Salut, amb les restes de l'antiga ermita de Sant Iscle i Santa Victòria adossada a la part posterior.

## Arquitectura
Església eclèctica, voltada de bosc i emplaçada sobre les restes de la vil·la romana d'Arraona i de l'ermita de Sant Iscle. Té una bona disposició de volums, emfatitzats per les teulades a diferents nivells i els arquets sota les cornises. El campanar, d'estil modernista, combina l'obra vista amb el paredat i està acabat amb un pinacle de ceràmica vidriada. Davant de l'accés hi ha un atri sostingut per columnes. De l'interior, cal destacar l'altar del Santíssim amb escultures i relleus d'Enric Monjo (1946). També hi ha escultures de Camil Fàbregas. Els retaules de l'altar Major són obra d'Antoni Vila Arrufat i les vidrieres són fetes per Jeroni Granell.

## Història
Segons la tradició, vers l'any 1652, fou trobada tocant a la font del Torrent de Canyameres, la Verge de la Salut i començaren a venerar-la a l'Ermita de Sant Iscle, on els empestats de la vila eren conduïts.
L'actual temple és obra de Miquel Pascual i Tintorer, fou acabat el 23 d'abril de 1882 i costà 53.947,86 pessetes, més endavant, el 1907, fou bastit el campanar. Durant la Guerra Civil el santuari fou cremat, sent reconstruït un cop acabada la guerra, entre el 1939 i 1940, a mans de Francesc Folguera, el qual va reforçar les voltes i els fonaments, a més de construir l'atri d'entrada.

## La font de la Salut
La font de la Salut, on es va trobar la marededeu, es troba encara avui baix el torrent, envoltada de plàtans. I, al costat del santuari, hi ha, sota un porxo, les Tres Fonts de la Salut.

## Galeria

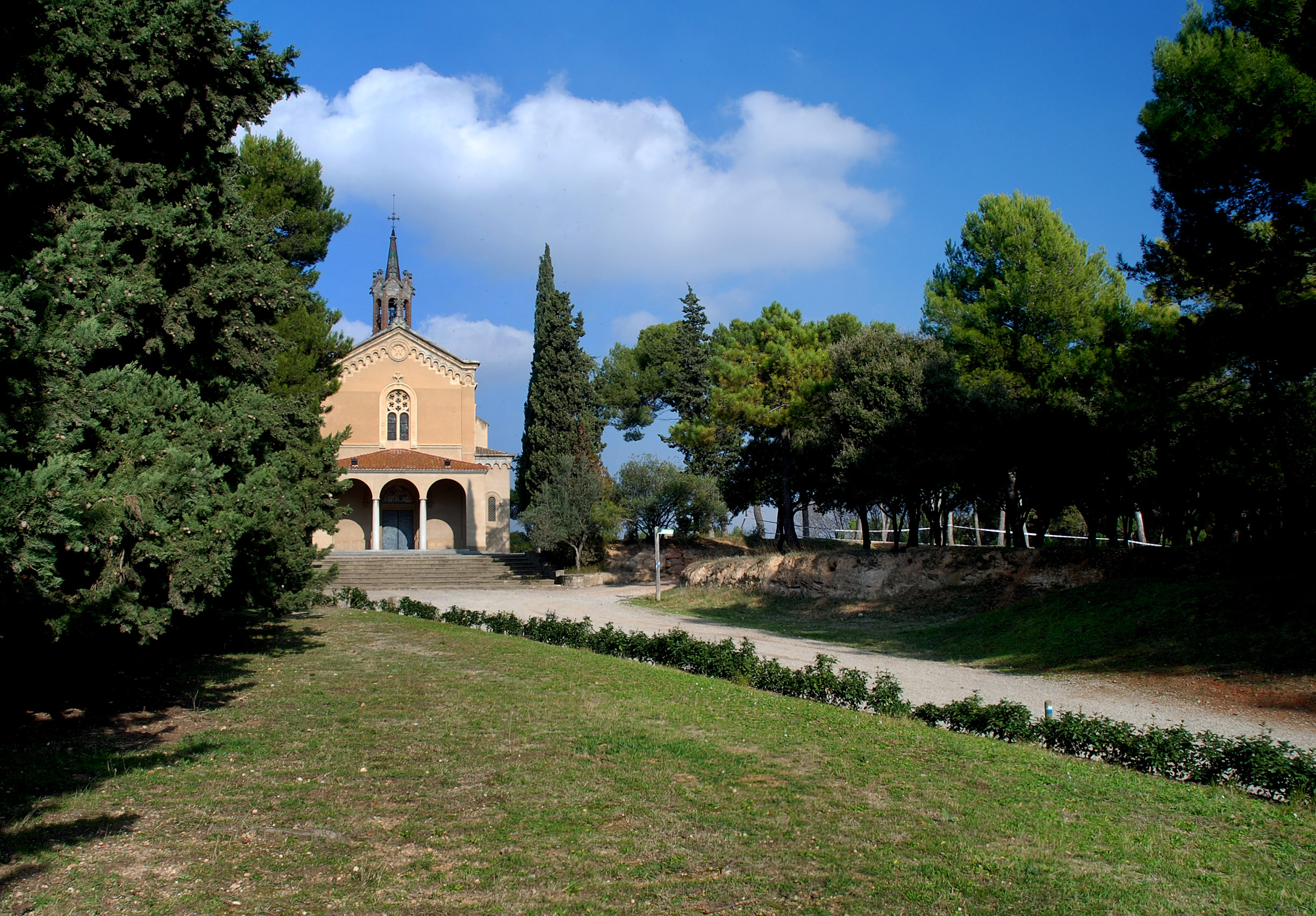
Parc periurbà de la Salut
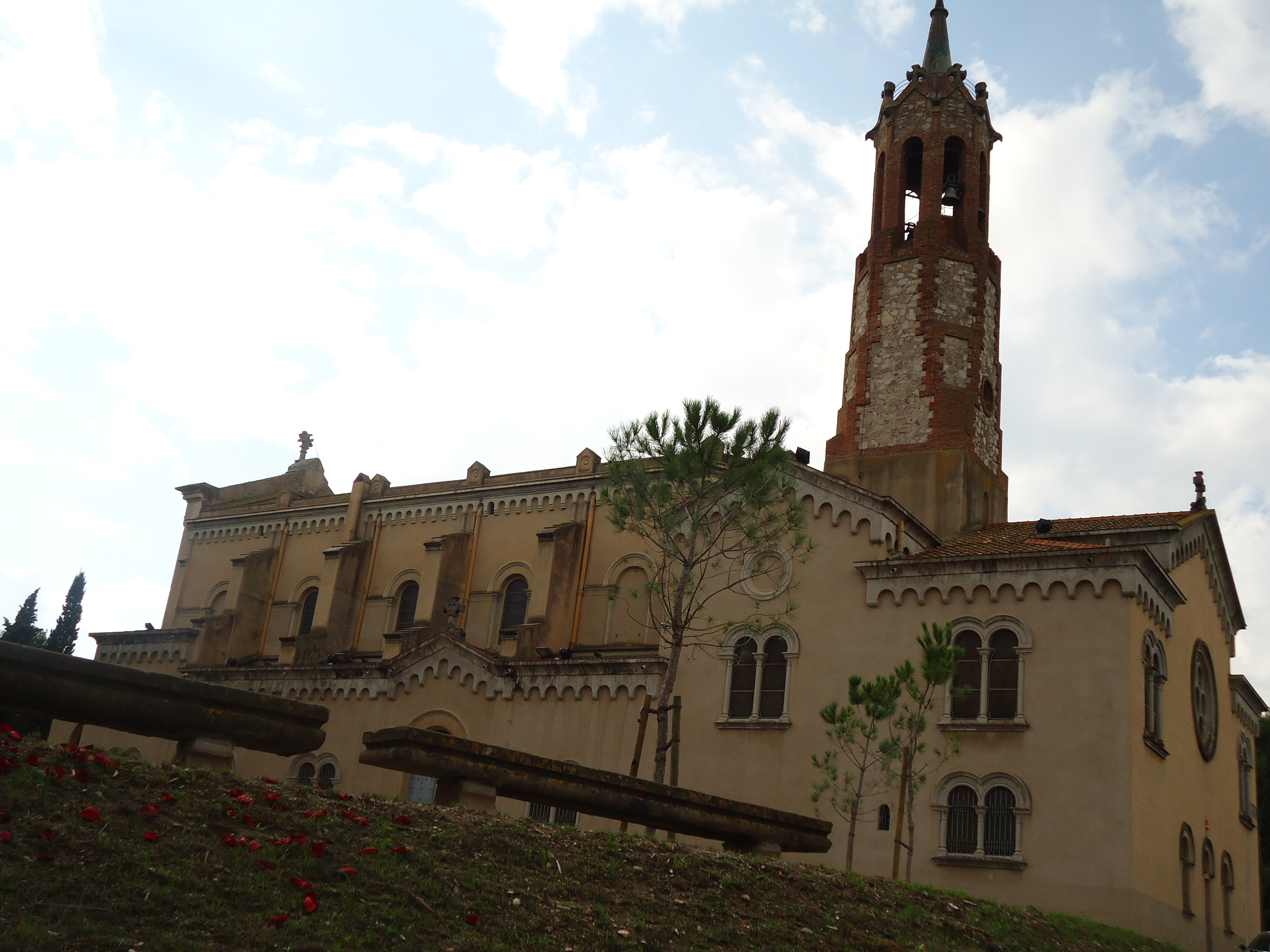
Santuari
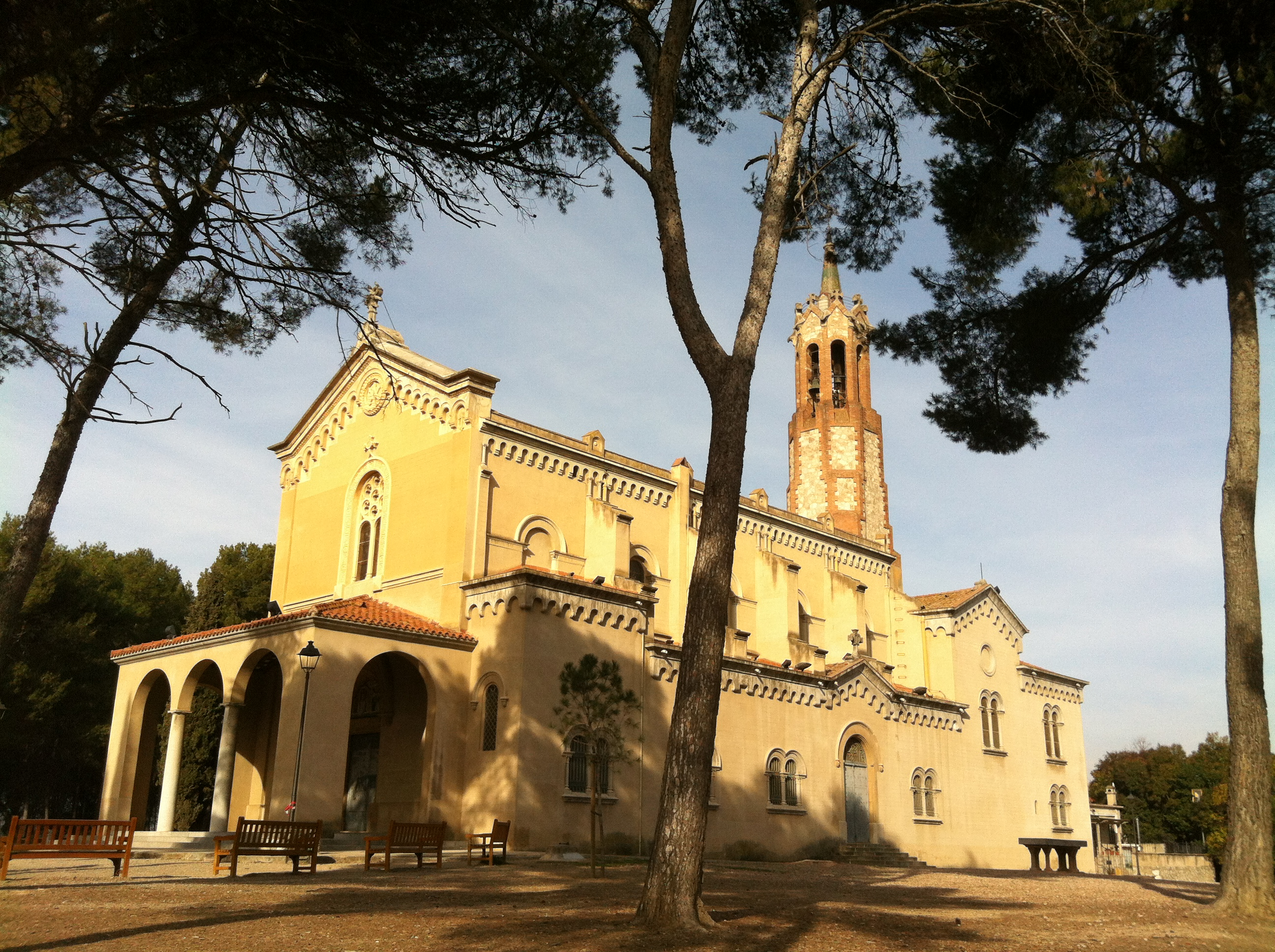
Part posterior del Santuari
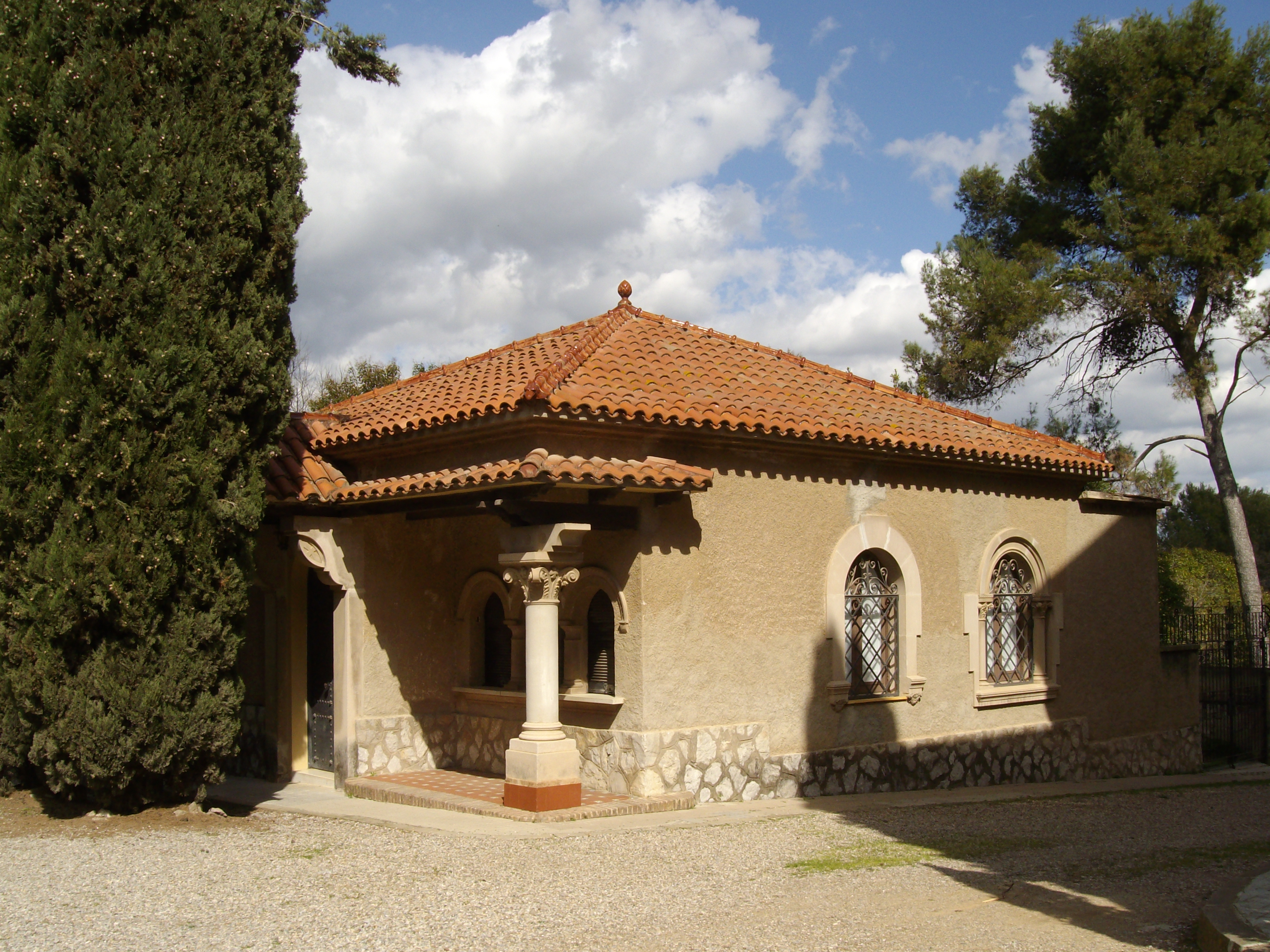
Casa del capellà del Santuari
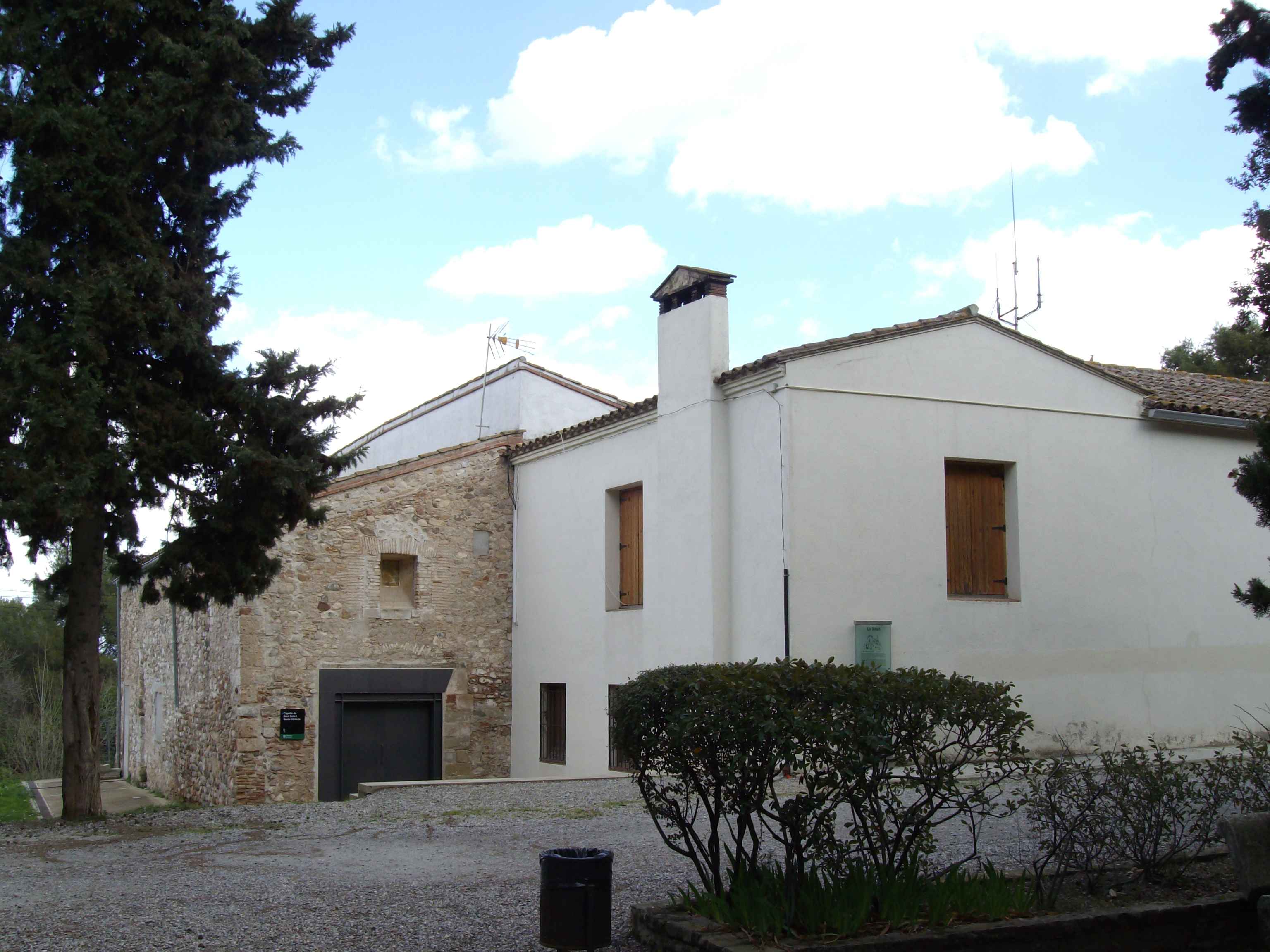
Ermita de Sant Iscle i Santa Victòria i l'hostatgeria de la Salut
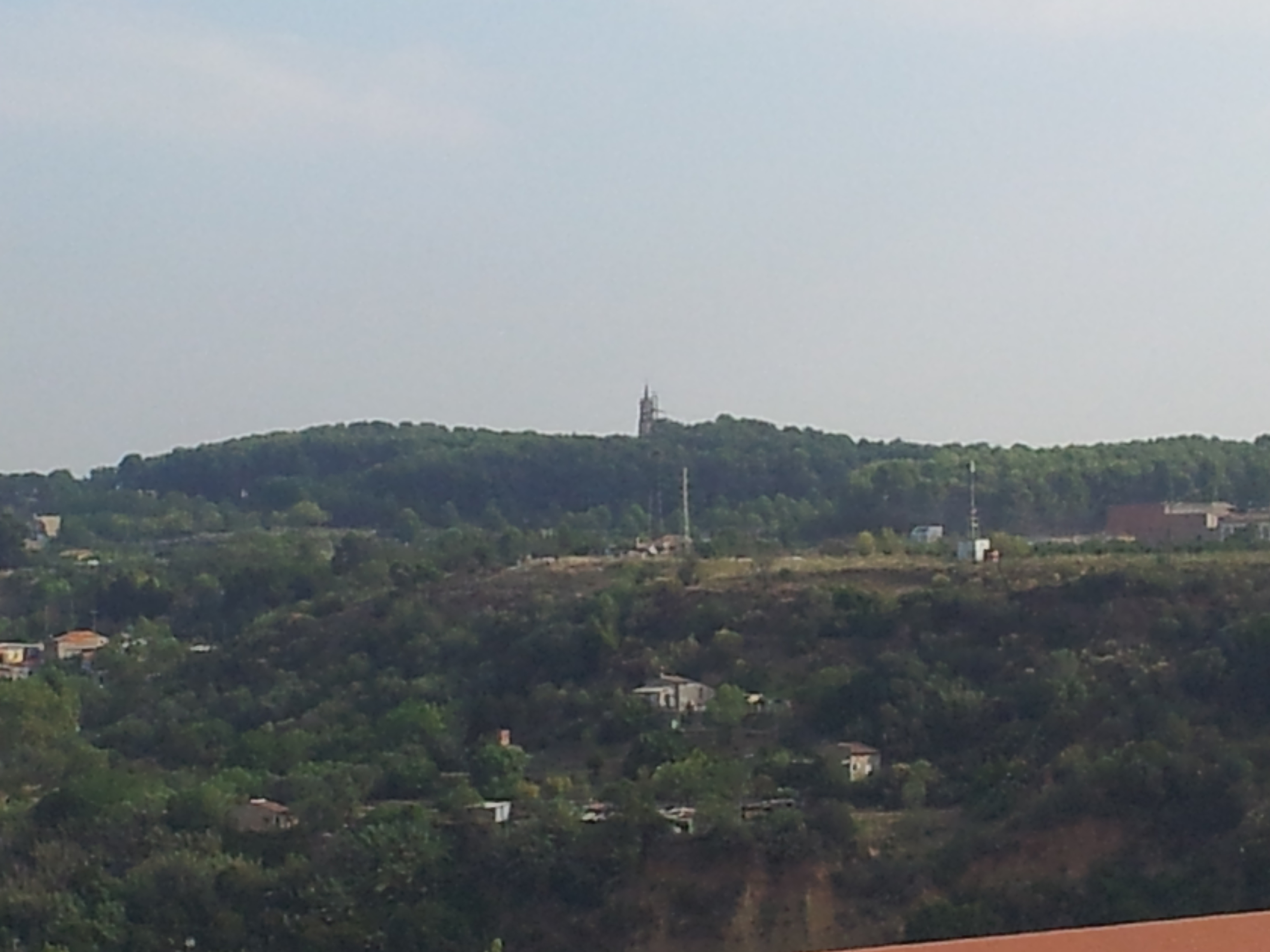
Vista des del centre de Sabadell
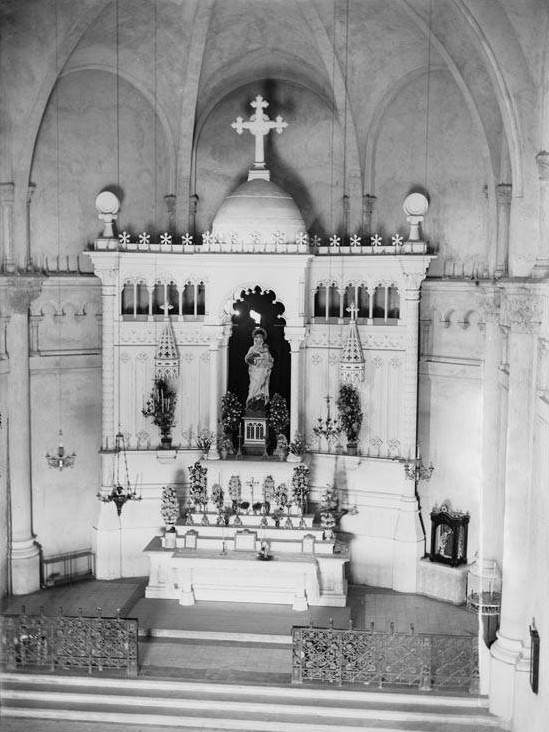
Antic altar del Santuari La Salut a Sabadell, fotografiat entre 1888 i 1896